# Microplidus albiger
Microplidus albiger är en skalbaggsart som beskrevs av Hermann Burmeister 1855. Microplidus albiger ingår i släktet Microplidus och familjen Melolonthidae. Inga underarter finns listade i Catalogue of Life.